# Муффат, Готлиб
Готлиб Муффа́т (нем. Gottlieb Muffat, иногда Теофил Муффат, нем. Theophil Muffat; 25 апреля 1690, Пассау — 9 декабря 1770, Вена) — австрийский композитор и органист. Сын Георга Муффата.
С 1711 учился в Вене у Иоганна Фукса, с 1717 — придворный органист. Ассистировал Фуксу при постановке его оперы «Costanza e fortezza» в Праге. Наряду с собственными занятиями музыкой и композицией давал уроки, в числе его учеников были также несколько молодых членов королевской семьи, в том числе будущая императрица Мария Терезия. В 1729 стал вторым органистом императорской капеллы, а с 1741 — первым (нем. Hoforganist), в связи с чем прекратил занятия композицией.
Наиболее известные произведения для органа — сборник «72 версета и 12 токкат» (нем. 72 Versetl sammt 12 Toccaten; Вена, 1726), две органные мессы (F-dur, C-dur), а также сборник «Componimenti musicali» для клавесина (1739).
В 1940 году имя Муффата получила улица в Вене (нем. Muffatgasse).